# Davide Martinelli
Davide Martinelli (Brescia, 31 mei 1993) is een Italiaans voormalig wielrenner.

## Carrière
In 2012 liep hij stage bij Team Sky en was hij van 2016 tot 2019 actief voor Deceuninck–Quick-Step. Deze stageperiode wist hij niet om te zetten in een profcontract. Hij is de zoon van Astana-ploegleider en voormalig profwielrenner Giuseppe Martinelli.
Van 2013 tot en met 2015 werd hij tot driemaal achtereen Italiaans beloftekampioen tijdrijden. Daarnaast eindigde hij in 2014 als tweede in de proloog van de Ronde van de Toekomst, achter de latere beloftenwereldkampioen tijdrijden Campbell Flakemore, en tweede achter Stefan Küng op het Europees kampioenschap tijdrijden.
In 2015 werd hij onder meer elfde in de door Alexander Edmondson gewonnen Ronde van Vlaanderen voor beloften en zesde in de door Lukas Spengler gewonnen Parijs-Roubaix voor beloften. Tijdens de Europese kampioenschappen in Tartu werd hij zevende in de tijdrit en sprintte hij achter Erik Baška en Mamyr Stasj naar de derde plek in de wegwedstrijd. In augustus van dat jaar werd bekend dat Martinelli een contract voor twee seizoenen had getekend bij Etixx-Quick Step.

## Palmares

### Overwinningen
2011
Trofeo Emilio Paganessi
Memorial Davide Fardelli
 Italiaans kampioen achtervolging, Junioren
2013
 Italiaans kampioen tijdrijden, Beloften
2014
 Italiaans kampioen tijdrijden, Beloften
Puntenklassement Ronde van de Toekomst
2015
 Italiaans kampioen tijdrijden, Beloften
2016
2e etappe Ronde van de Provence
1e etappe Ronde van Polen

### Resultaten in voornaamste wedstrijden
| Jaar | Ronde van Italië | Ronde van Frankrijk | Ronde van Spanje |
| ---- | ---------------- | ------------------- | ---------------- |
| 2016 |                  |                     |                  |
| 2017 | 153e             |                     |                  |
| 2018 |                  |                     |                  |
| 2019 |                  |                     |                  |
| 2020 |                  |                     |                  |
| 2021 |                  |                     |                  |
| 2022 |                  |                     |                  |
| 2023 |                  |                     |                  |

| Jaar | Milaan-San Remo | Gent-Wevelgem | Ronde van Vlaanderen | Parijs-Roubaix | Amstel Gold Race | Luik-Bast.‑Luik | Ronde van Lombardije | Brussels Cycling Classic |  | Wereldranglijsten |
| ---- | --------------- | ------------- | -------------------- | -------------- | ---------------- | --------------- | -------------------- | ------------------------ |  | ----------------- |
| 2016 |                 |               |                      |                |                  |                 |                      | 79e                      |  | 184e (UWT)        |
| 2017 |                 |               |                      |                |                  |                 |                      | 10e                      |  | 432e (UWT)        |
| 2018 |                 |               |                      |                | opgave           |                 |                      | 101e                     |  |                   |
| 2019 |                 |               |                      |                |                  |                 |                      |                          |  |                   |
| 2020 | 92e             | opgave        | 87e                  |                |                  | opgave          | opgave               |                          |  |                   |
| 2021 | 104e            |               |                      | buit.tijd      |                  |                 |                      |                          |  |                   |
| 2022 | 137e            | opgave        | opgave               | opgave         |                  |                 |                      |                          |  |                   |
| 2023 | 127e            | opgave        |                      |                |                  |                 |                      |                          |  |                   |

## Ploegen
- 2012 –  Sky ProCycling (stagiair vanaf 1 augustus)
- 2016 –  Etixx-Quick Step
- 2017 –  Quick-Step Floors
- 2018 –  Quick-Step Floors
- 2019 –  Deceuninck–Quick-Step
- 2020 –  Astana Pro Team
- 2021 –  Astana-Premier Tech
- 2022 –  Astana Qazaqstan
- 2023 –  Astana Qazaqstan

Appollonio ·
Barry ·
Boasson Hagen ·
Cavendish  ·
Eisel ·
Dowsett ·
Flecha ·
Froome ·
Henao ·
Hayman ·
Hunt ·
Kennaugh ·
Knees ·
Löfkvist ·
Nordhaug ·
Pate ·
Porte ·
Puccio ·
Rogers ·
Rowe ·
Siwtsow ·
Stannard ·
Sutton ·
Swift ·
Thomas ·
Urán ·
Wiggins ·
Zandio ·
Martinelli (stagiair) 
2013–2015: Geen professionele ploeg, actief als belofte
Alaphilippe · Boonen · Bouet · Brambilla · Contreras · de la Cruz · De Plus · Gaviria · Jungels · Keisse · Kittel · Lampaert · Maes · D. Martin · T. Martin   · Martinelli · Meersman · Richeze · Sabatini · Serry · Štybar · Terpstra · Trentin · Vakoč · Vandenbergh · Van Keirsbulck · Velits · Vermote · Verona · Wiśniowski · Costa (stagiair) · García (stagiair) · Sisr (stagiair)
Alaphilippe · Bauer · Boonen (tot 09/04) · Brambilla · Capecchi · Cavagna · de la Cruz · De Plus · Declercq · Devenyns · Gaviria · Gilbert · Jungels · Keisse · Kittel · Lampaert · Martin · Martinelli · Mas · Richeze · Sabatini · Schachmann · Serry · Štybar · Terpstra · Trentin · Vakoč · Velits · Vermote · Hodeg (stagiair) · Kasperkiewicz (stagiair)
Alaphilippe · Asgreen · Capecchi · Cavagna · De Plus · Declercq · Devenyns · Gaviria · Gilbert · Hodeg · Jakobsen · Jungels · Keisse · Knox · Lampaert · Martinelli · Mas · Mørkøv · Narváez · Richeze · Sabatini · Schachmann  · Sénéchal · Serry · Štybar · Terpstra · Vakoč · Viviani
Alaphilippe · Asgreen · Capecchi · Cavagna · Declercq · Devenyns · Evenepoel   · Gilbert · Hodeg · Honoré · Jakobsen · Jungels · Keisse · Knox · Lampaert · Martinelli · Mas · Mørkøv · Richeze · Sabatini · Sénéchal · Serry · Štybar · Vakoč · Viviani 
Aranburu · Bïjigitov · Boaro · Bohórquez · Contreras · De Vreese · Felline · Fominykh · Fraile · Fuglsang · Gïdïç · Gregaard · Groezdev · Houle · G. Izagirre · J. Izagirre · Kudus · Loetsenko · López · Martinelli · Natarov · Pronskïÿ · Rodríguez · Sánchez · Stalnov · Tejada · Vlasov · Zacharov
Aranburu · Battistella · Boaro · Broesenski · Contreras · de Bod · Fjodorov · Felline · Fraile · Fuglsang · Gïdïç · Gregaard · Groezdev · Houle · G. Izagirre · J. Izagirre · Kudus · Loetsenko · Martinelli · Natarov · Perry · Piccolo tot 31 mei · Pronskïÿ · Rodríguez · Romo · Sánchez · Sobrero · Stalnov · Tejada · Vlasov · Zacharov
Basso · Battistella · Boaro · Broesenski · Conti · de Bod · de la Cruz · Dombrowski · Fjodorov · Felline · Gazzoli (tot 10/8) · Gïdïç · Groezdev · Henao (tot 31/07) · López · Loetsenko · Martinelli · Moscon · Natarov · A. Nibali · V. Nibali · Nurlykhassym · Pronskïÿ · Raboesjenka · Romo · Scaroni (vanaf 28/07) · Tejada · Velasco · Zacharov · Zejts · Chzhan (stagiair) · Syritsa (stagiair)
Basso · Battistella · Boaro · Bol · Broesenski · Cavendish · Chzhan · de la Cruz · Dombrowski · Fjodorov · Felline · Garofoli · Gïdïç · Groezdev · Laas · Loetsenko · Martinelli · Moscon · Natarov · Nibali · Nurlykhassym · Pronskïÿ · Raboesjenka · Romo · Sánchez · Scaroni · Syritsa · Tejada · Velasco · Zejts